# Ebba Simon
Ebba Agnes Simon, geb. Westberg (* 24. Juni 1906 in Hamburg; † 1999 ebenda), war eine deutsche Stifterin, die einen großen Teil ihres Vermögens nach ihrem Tod zur Förderung der Bildungs- und Berufswege von Schülerinnen und Schülern, Studierenden und jungen Wissenschaftlerinnen und Wissenschaftlern bestimmte. Sie war als Großnichte von Oscar Troplowitz eine der Erbinnen des Beiersdorf-Vermögens und die Cousine von Georg W. Claussen, dem Gründer der Claussen-Stiftung.

## Leben

### Kindheit und Ausbildung
Ebba Simon war das dritte von sechs Kindern des Hamburger Rechtsanwalts Gustav Westberg und seiner Frau Gertrud, geborene Pulvermacher. Diese war eine Nichte von Oscar Troplowitz, dem Inhaber des Unternehmens Beiersdorf AG in Hamburg. Ebba Simon wuchs im Hamburger Stadtteil Harvestehude auf. Die Mäzenin Dagmar Westberg war ihre Schwester.
Die Eltern legten großen Wert auf eine gute Ausbildung der sechs Kinder. Ebba Simon besuchte ab Ostern 1913 die private Höhere Mädchenschule (Lyzeum) von Mary B. Henckel und Elsa Berblinger, auch „Henckelsche Töchterschule“ genannt. Ostern 1924 schloss sie die Schule mit der sogenannten Lyzeumsreife ab. Nach der Schulausbildung absolvierte Ebba Simon eine Ausbildung zur „geprüften Hausbeamtin“, die sie im März 1926 an der „Staatlichen Schule für Frauenberufe zu Hamburg“ abschließen konnte. Dort hatte sie auch Unterricht in Gesundheitslehre, Pflege und Erziehung erhalten. In den Jahren 1926 bis 1929 schloss sich eine Tätigkeit als Hausbeamtin bei einer Soester Familie an. Am 1. Oktober 1928 begann sie dann ihre Berufsausbildung als Gymnastiklehrerin an der Hamburger Schule für „Reine Mensendieck-Gymnastik“. Bei Bess Mensendieck, einer niederländisch-amerikanischen Ärztin, absolvierte Ebba Simon im Jahr 1930 zusätzlich einen Fortbildungskurs, der sie dazu berechtigte, als „geprüfte Lehrerin der Reinen Mensendieck-Gymnastik“ zu arbeiten. Nach Abschluss der Ausbildung zur Gymnastiklehrerin belegte Ebba Simon von Ende November 1930 bis Ende Januar 1931 einen „Samariterkurs“ am Allgemeinen Krankenhaus Eppendorf, legte eine ärztliche Prüfung ab und wurde damit „Vereinssamariterin“ des Vaterländischen Frauenvereins vom Roten Kreuz in Hamburg. Zusätzlich belegte sie 1931 einen Massage-Lehrgang bei Ferdinand Plate, damals leitender Oberarzt am Hamburger Krankenhaus Bethanien. In die Jahre 1932 und 1933 fielen außerdem Auslandsaufenthalte, darunter in Las Palmas, „zwecks Übung der Sprachen bei häuslicher Arbeit und pflegerischen Gymnastikunterrichtes hauptsächlich mit Kindern“.

### Ausgrenzung im Nationalsozialismus
Mit der Machtübernahme der Nationalsozialisten im Jahr 1933 galt Ebba Simon als sogenannte „Halbjüdin“, da ihre Mutter aus einer jüdischen Familie stammte. Die Familie hatte in den folgenden Jahren trotz Interventionen Gustav Westbergs mit zahlreichen Repressalien seitens der nationalsozialistischen Machthaber zu kämpfen. Die Familie zog 1934 in ein Haus im Hamburger Stadtteil Blankenese. 1939 verletzte sich Ebba Simon bei einem Sportkurs und musste mehrere Monate liegend im Krankenhaus verbringen.
Eine geplante Heirat mit einem Arzt kam aufgrund der Nürnberger Rassegesetze nicht zustande. Auch eine Tätigkeit als Gymnastikerin wurde ihr im Jahr 1942 auf Grundlage dieser Gesetze verwehrt. Ab 1943 bis zum Kriegsende wurde Ebba Simon zum sogenannten Kriegseinsatz eingezogen und arbeitete als Haushaltshilfe bei Hamburger Familien.
Ihre Mutter Gertrud Westberg geb. Pulvermacher (1881–1971) sollte im Februar 1945 mit dem letzten Transport in das Ghetto Theresienstadt deportiert werden; ein Arzt attestierte ihr jedoch Reiseunfähigkeit, so dass sie überlebte.

### Heirat und spätere Jahre
Im Jahr 1949 heiratete Ebba Alfred Simon (1890–1978), der seit 1930 die Leitung des gesamten technischen Betriebs bei der Beiersdorf AG innehatte. Der Chemiker hatte zuvor mehrere Jahre bei der Kaiser-Wilhelm-Gesellschaft in Berlin gearbeitet, die nach dem Zweiten Weltkrieg zur Max-Planck-Gesellschaft wurde. Das Ehepaar Simon lebte in Blankenese und blieb kinderlos. Ebba Simon nahm regen Anteil am Berufsleben ihres Mannes, der mittlerweile im Vorstand der Beiersdorf AG für Forschung und Entwicklung zuständig war. 1958 wurde Alfred Simon pensioniert, das Ehepaar unternahm in den folgenden Jahren zahlreiche Reisen, vornehmlich in die Schweiz, nach Frankreich und Italien. Alfred Simon starb im Jahr 1978.

## Wirken als Stifterin
Alfred Simon hatte sich bereits zu Lebzeiten als Förderer der Wissenschaft gezeigt und die Max-Planck-Gesellschaft großzügig finanziell unterstützt. Auch Ebba Simon hatte den Wunsch, ihr Vermögen einem wissenschaftlichen Zweck zu verschreiben und verfügte testamentarisch, dass ein Großteil davon nach ihrem Tod zum Zwecke der Förderung von Wissenschaft und Bildung eingesetzt werden sollte. Die Zustiftung erfolgte 1999 an die Claussen-Stiftung ihres Cousins Georg W. Claussen. Seitdem trägt die Stiftung den Namen Claussen-Simon-Stiftung. Diese Zustiftung eröffnete der Claussen-Simon-Stiftung die Möglichkeit, neue Förderprogramme zu entwickeln.

## Ehrungen
Im Oktober 2016 wurde in Hamburg-Borgfelde das „Ebba Simon Haus“ eröffnet, ein Studierendenwohnheim, das von der Claussen-Simon-Stiftung und der Klaus-Rating-Stiftung finanziert wurde. Das Ebba Simon Haus bietet bezahlbare Ein-Zimmer-Apartments mit eigener Küche und eigenem Bad und ermöglicht den Bewohnerinnen und Bewohnern ein gemeinschaftliches Zusammenleben in nächster Nähe zur Hamburger Innenstadt.